# Kłobuck
Kłobuck là một thị trấn thuộc huyện Kłobucki, tỉnh Śląskie ở nam Ba Lan. Thị trấn có diện tích 47 km². Đến ngày 1 tháng 1 năm 2011, dân số của thị trấn là 13085 người và mật độ 276 người/km².

## Thư viện ảnh

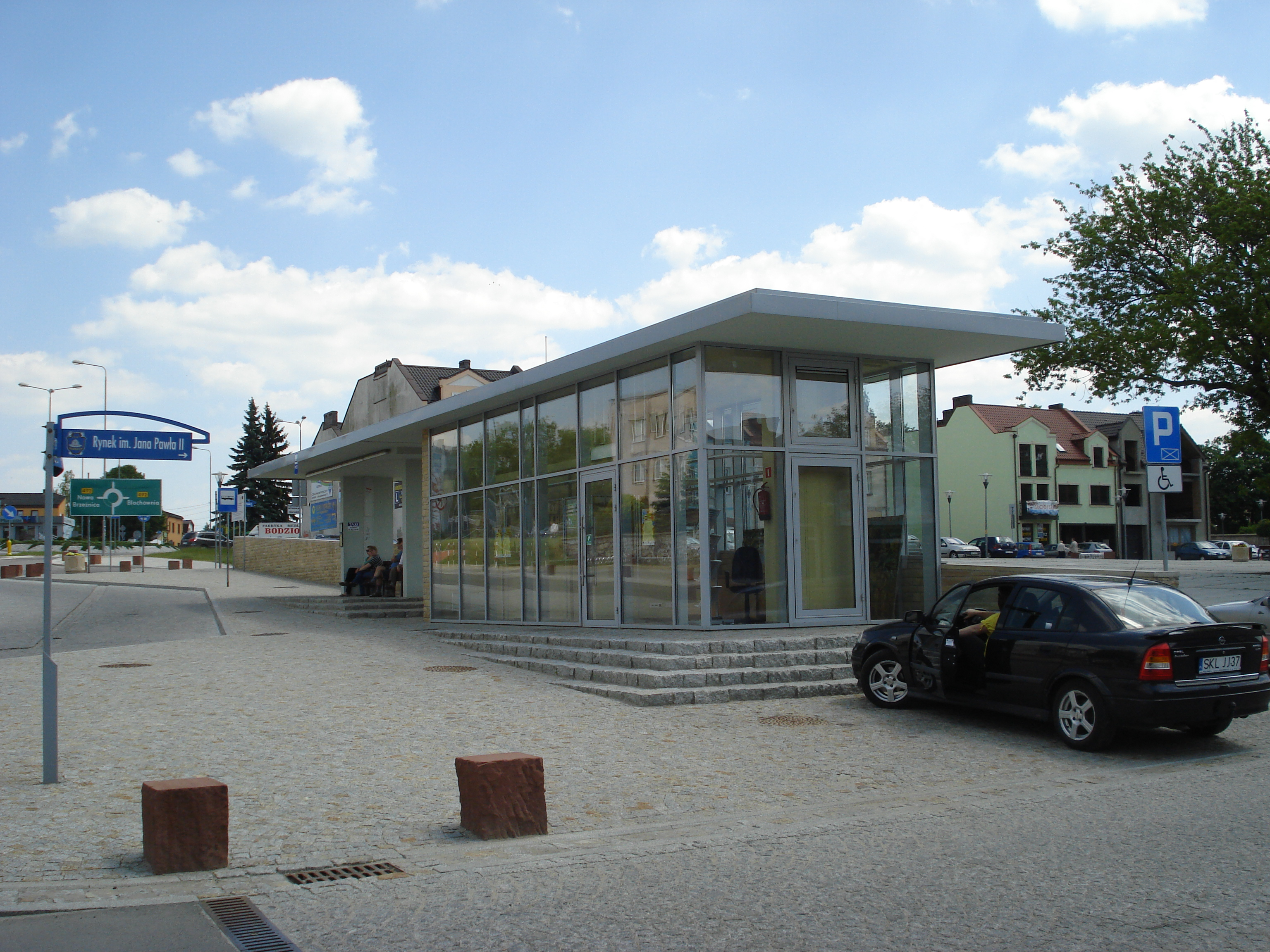
Quảng trường thị trấn
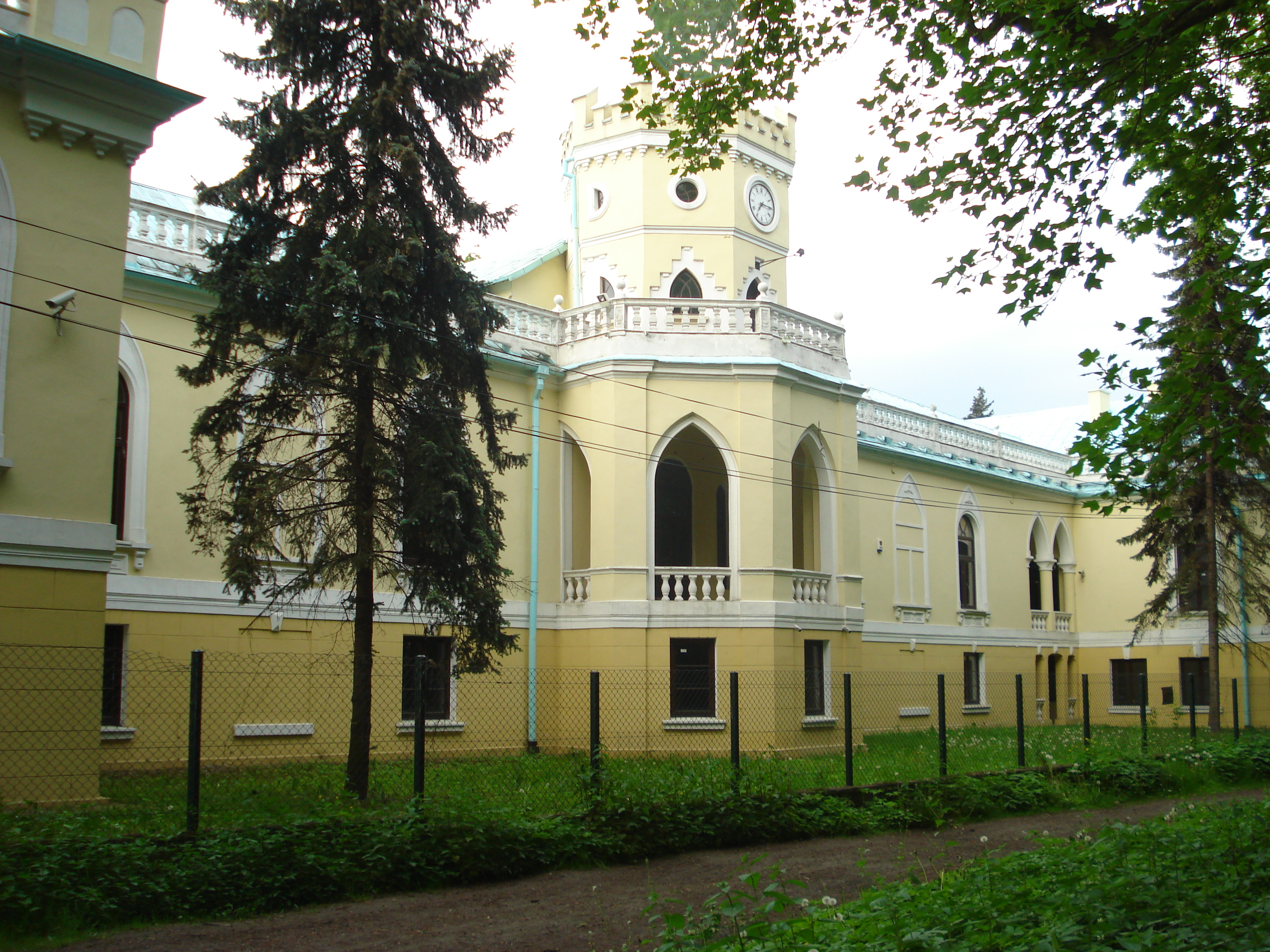
Lâu đài ở Zagórze
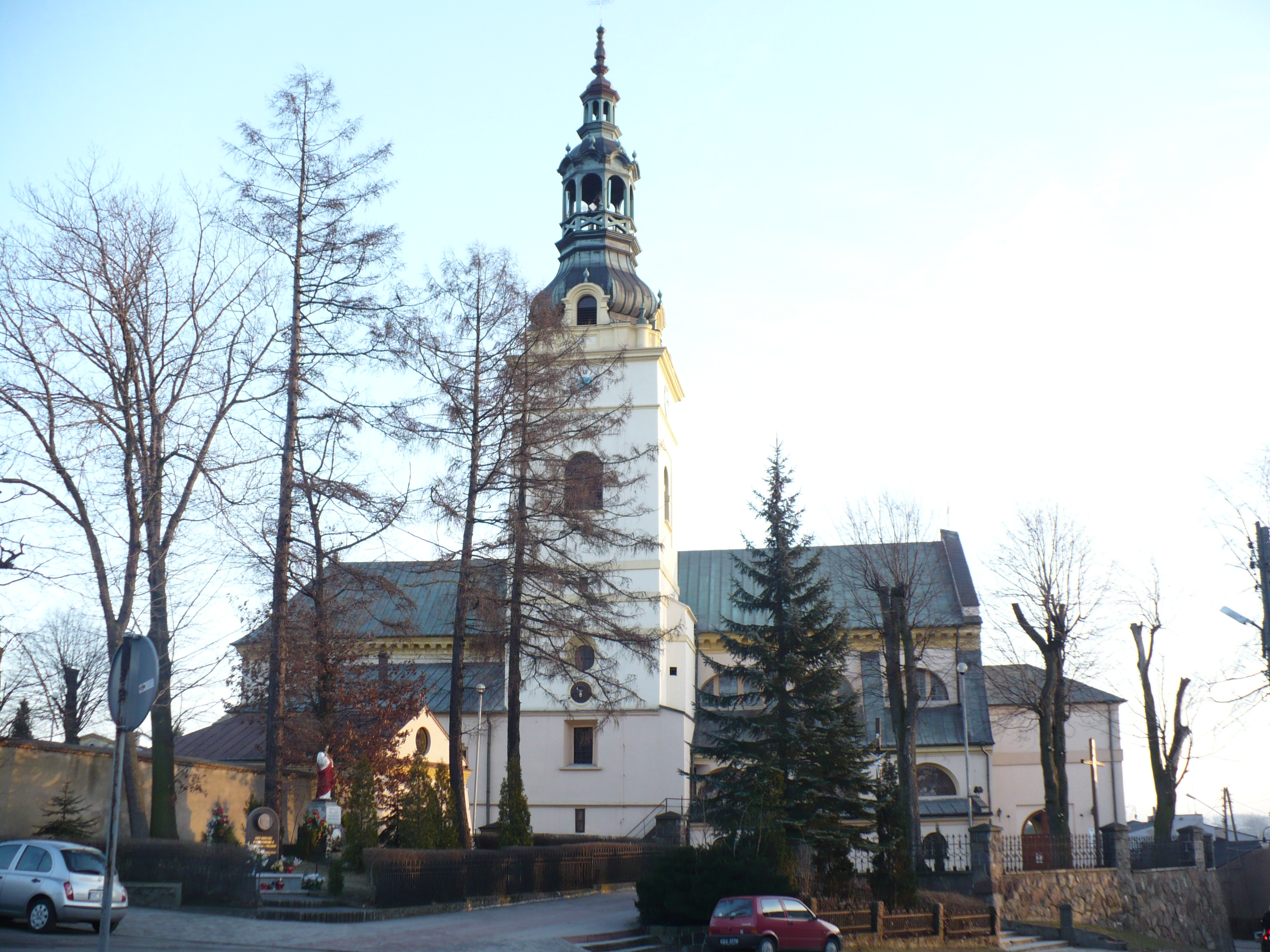
Nhà thờ St Marcin and Małgorzata
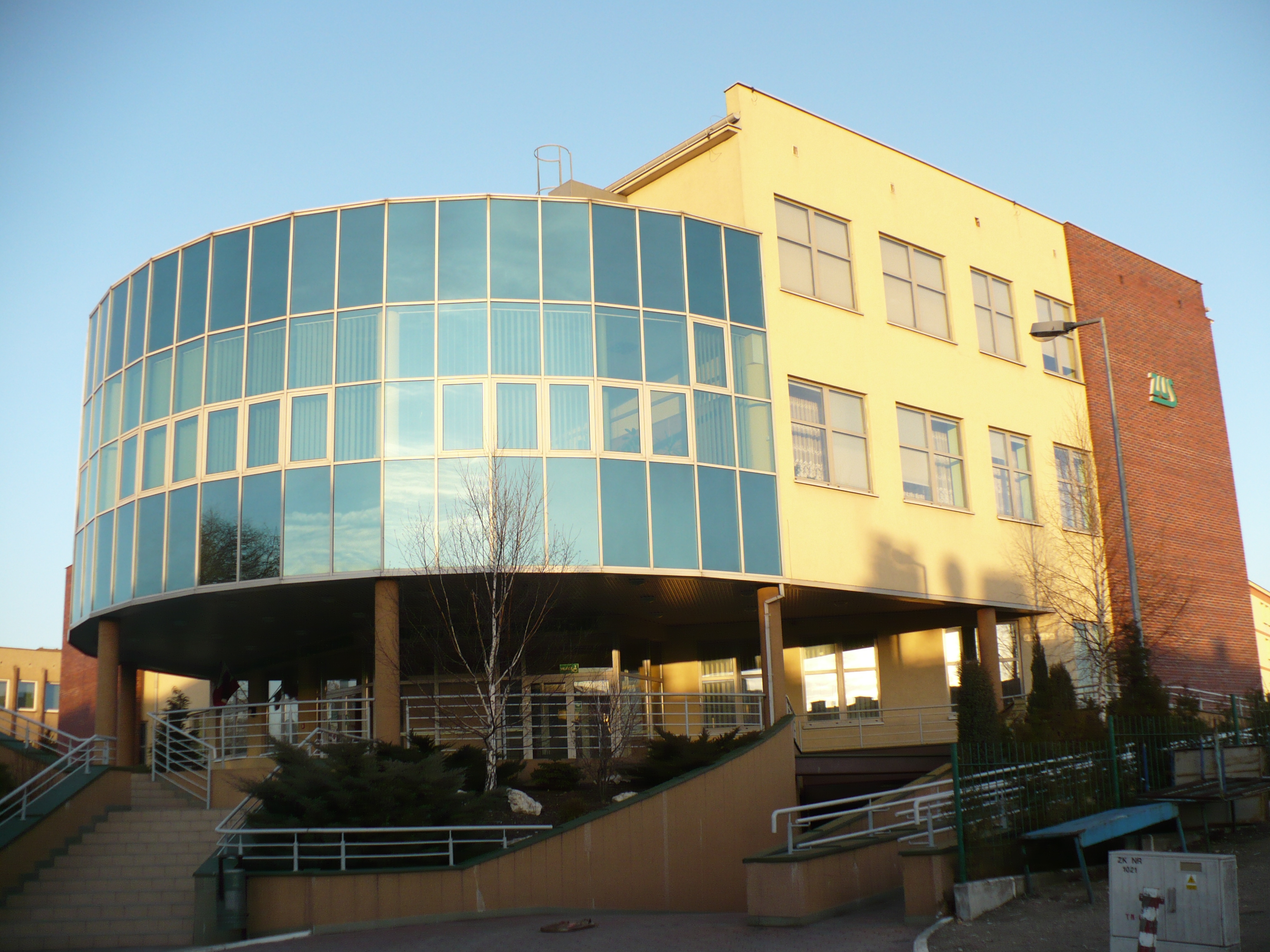
Toà nhà bảo hiểm quốc gia